# Kadarsanomys sodyi

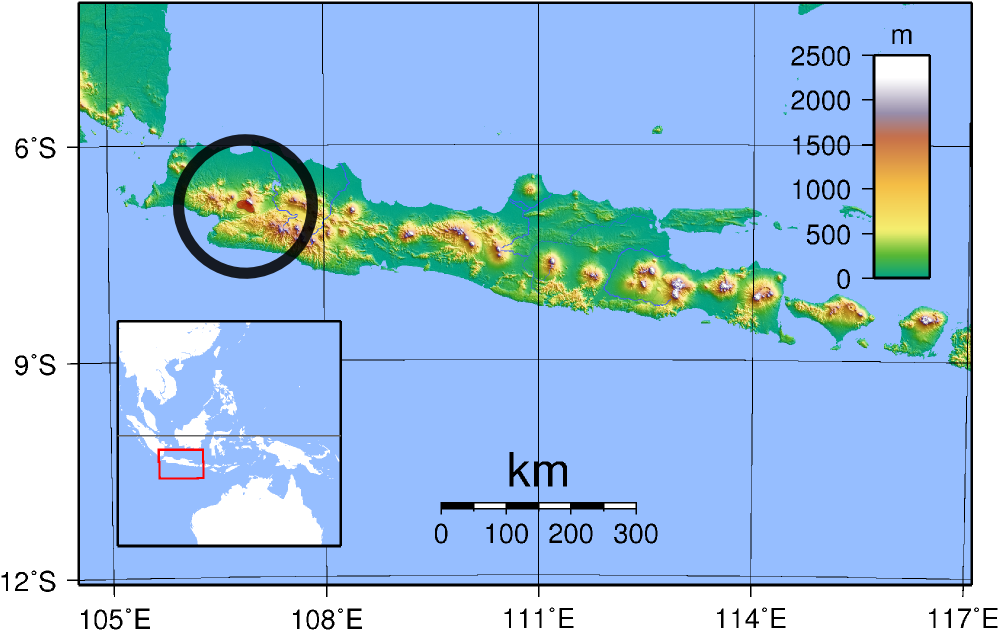
Verspreidingsgebied Kadarsanomys sodyi

Kadarsanomys sodyi is de enige soort uit een monotypisch geslacht van knaagdieren uit de muizen en ratten van de Oude Wereld die voorkwam op Java. Er zijn exemplaren van levende dieren bekend uit West-Java, en fossiele of subfossiele fragmenten uit Midden- en Oost-Java. Het geslacht is mogelijk het nauwste verwant aan Rattus en Sundamys. K. sodyi werd oorspronkelijk beschreven als een ondersoort van "Rattus canus" (nu Lenothrix canus), maar volgens Musser (1981) is hij daar niet nauw aan verwant.

## Nadere beschrijving
K. sodyi is een middelgrote, in bomen levende rat die bedekt is met een zachte, dikke vacht. De rug is donkerbruin (de flanken zijn lichter grijsbruin), de onderkant wit, met een scherpe scheiding. De lange staart is lichtbruin van kleur. Per centimeter zitten er ongeveer negen schubben op, waaruit steeds drie haren komen, die vanaf de wortel tot de punt steeds langer worden. De voor- en achtervoeten zijn lang, breed en aangepast aan een leven in bomen. Vier van de vijf tenen aan de achtervoet dragen klauwen, maar aan de eerste zit een nagel. De kop-romplengte bedraagt 162 tot 210 mm, de staartlengte 246 tot 305 mm, de achtervoetlengte 37 tot 44 mm, de oorlengte 20 tot 25 mm en het gewicht 175 tot 230 gram. Vrouwtjes hebben 1+1+2=8 mammae. Jonge dieren hebben een lichtere, dichtere en zachtere vacht.
Waarschijnlijk leeft K. sodyi (deels) in bomen. Waarschijnlijk is deze soort ecologisch nauw geassocieerd met bamboe, net als Hapalomys. Ze knagen nesten in de stammen van de bamboe. In januari werd een nest, gemaakt van droge bladeren, dat vier jongen bevatte, gevonden, terwijl een aantal jonge dieren in juni werd gevangen, wat suggereert dat er minstens twee nesten per jaar worden geboren.
K. sodyi behoort tot de groep Muridae die endemisch is op Java. Die groep omvat ook Maxomys bartelsii, Niviventer lepturus, Sundamys maxi, Mus vulcani, Pithecheir melanurus en de fossiele Rattus trinilensis.